# Liste der Monuments historiques in Brillon-en-Barrois
Die Liste der Monuments historiques in Brillon-en-Barrois führt die Monuments historiques in der französischen Gemeinde Brillon-en-Barrois auf.

## Liste der Objekte
| Bezeichnung | Beschreibung                               | Standort                     | Kennzeichnung | Schutzstatus | Datum | Bild |
| ----------- | ------------------------------------------ | ---------------------------- | ------------- | ------------ | ----- | ---- |
| Kruzifix    | Holz, übertüncht, 17. oder 18. Jahrhundert | in der Kirche St-Evre (Lage) | PM55001642    | Classé       | 2001  |      |